# Ramón Salazar
Ramón Salazar (Málaga, 28 de mayo de 1973) es un director de cine y guionista español. 

## Biografía
Cursó estudios en su ciudad natal en la Escuela Superior de Arte Dramático de Málaga, en la especialidad de interpretación para luego estudiar cinematografía en Madrid.
Tras haber realizado el cortometraje Hongos (1999), que obtuvo premios en distintos festivales internacionales, saltó a la fama con la película Piedras (2002), por la que fue nominado al Goya al mejor director novel y fue candidato al Oso de Oro del Festival de Berlín.En los años siguientes dirigió y escribió 20 centímetros (2005) y 10.000 noches en ninguna parte (2011). Por su trabajo en Tres metros sobre el cielo (2010) fue nominado al Goya al mejor guion adaptado.
En 2018 dirigió La enfermedad del domingo (2018), que se estrenó en la Sección Panorama del Festival de Berlín.En los años siguientes dirigió para las series Élite (2018-2019) y Vis a vis (2019).

## Filmografía
- 1999: Hongos (cortometraje) (director y guionista).
- 2002: Piedras (director y guionista).
- 2005: 20 centímetros (director y guionista).
- 2010: Tres metros sobre el cielo (guionista).
- 2011: 10.000 noches en ninguna parte (director y guionista).
- 2012: Tengo ganas de ti (guionista).
- 2016: Tini: el gran cambio de Violetta (guionista).
- 2018: La enfermedad del domingo (director y guionista).
- 2018-2019: Élite (director).
- 2019: Vis a vis (director).

## Premios

### Premios Goya
| Año  | Categoría            | Película                   | Resultado |
| ---- | -------------------- | -------------------------- | --------- |
| 2002 | Mejor director novel | Piedras                    | Nominado  |
| 2011 | Mejor guion adaptado | Tres metros sobre el cielo | Nominado  |
| 2013 | Mejor guion adaptado | Tengo ganas de ti          | Nominado  |

### Festival de Berlín
| Año  | Categoría  | Película | Resultado |
| ---- | ---------- | -------- | --------- |
| 2002 | Oso de oro | Piedras  | Nominado  |